# Marigold (chanson)
Pistes de Pocketwatch
Just Another Story About Skeeter Thompson
(5) Hell's Garden
(7)
Pistes de Skin and Bones
Walking After You
(3) My Hero
(5)
Marigold (initialement intitulée Color Pictures of Marigold) est une chanson composée par Dave Grohl, publiée sur l'album Pocketwatch de son projet parallèle Late! en 1992. 
En 1993, une nouvelle version est enregistrée par Nirvana pour apparaître en face B du single Heart-Shaped Box. 
Elle est ensuite jouée par Foo Fighters lors de la tournée acoustique qui suit In Your Honor en 2005 et paraît sur l'album live associé, Skin and Bones, le 7 novembre 2006.